# تام بوش
تام بوش (انگلیسی: Tom Bush; ۲۲ فوریهٔ ۱۹۱۴ – ۱۹۶۹ (۵۴−۵۵ سال)) بازیکن فوتبال اهل بریتانیا بود.
از باشگاه‌هایی که در آن بازی کرده‌است می‌توان به باشگاه فوتبال لیورپول اشاره کرد.